# William Mokoena
William « Naughty » Mokoena, né le 31 mars 1975 à Johannesbourg en Afrique du Sud, est un footballeur sud-africain. Il évoluait au poste de milieu de terrain.

## Biographie
William Mokoena est retenu par le sélectionneur Philippe Troussier afin de disputer la Coupe du monde 1998 organisée en France. Son comportement lui vaut d'être renvoyé en Afrique du Sud sans avoir disputé une seule minute de jeu lors du mondial,. William Mokoena ne recevra pas une seule sélection en équipe nationale au cours de sa carrière.
Il est surnommé « Naughty » en français : « méchant, vilain » en conséquence de ses nombreux écarts de conduite.